# 보제나 넴초바

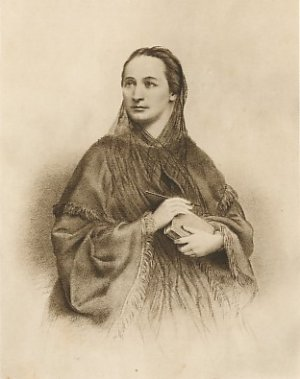
보제나 넴초바

보제나 넴초바(체코어: Božena Němcová, 바르보라 노보트나(Barbora Novotná), 바르보라 판클로바(Barbora Panklová), 1820년경 2월 4일 빈 ~ 1862년 1월 21일 프라하)는 체코의 작가이며 현대 체코 산문의 창시자로 인정 받고 있다. 체코의 500 코루나 지폐의 도안 인물이기도 하다.

## 생애
1820년 그의 어머니 테레지에 노보트나(Terezie Novotná)가 요한 판클(Johann Pankl)과 결혼하였다. 1821년 판클로바 가족은 라티보르지체(Ratibořice)로 이사를 가고 1825년 그의 할머니 막달레나 노보트나(Magdaléna Novotná)가 뒤따라 이사를 온다. 할머니는 그에게 많은 영향을 미쳤고 그는 성인이 된 후에 할머니를 매우 이상적인 모습으로 그린다. 1826년부터 흐발코비체(Chvalkovice)에 있는 학교에 다니고 1830년부터는 체스카스칼리체(Česká Skalice)에서 학교를 다닌다.
1837년 그는 요세프 네메츠(Josef Němec, 1805년 - 1879년)와 결혼한다. 요세프 네메츠는 재무 감독관으로 요즘의 세관원과 비슷한 일을 하고 있었다. 그의 민족주의적 행동이 상관들의 마음에 들지 않았기 때문에 자주 자리를 옮겨야 했고 따라서 가족들은 자주 이사를 다녀야 했다.
1840년 체이키(J. Čejky) 박사에게 치료를 받으며 그와 친구가 되고 박사는 넴초바에게 당대의 민족주의 작가들을 소개시켜 준다. 일년 후 프라하로 이사하여 바츨라프 볼레미르 네베스키(Václav Bolemír Nebeský)와 카렐 야로미르 에르벤(Karel Jaromír Erben)의 영향을 받아 체코어로 작품을 쓰기 시작한다. 1843년 남편과 함께 도마줄리체(Domažlice)로 떠나고 이곳에서 실질적으로 최초의 민족 계몽가로 활동한다. 1847년 도마줄리체에서 돌아온다. 1848년 요세프 네메츠가 반역 모의 혐의를 받고 이곳 저곳으로 강제 이주를 다닌다. 1850년 요세프 네메츠가 우흐리(Uhry)에 이송되었을 때 그녀는 네 아이와 함께 프라하로 옮겨가서 즉시 문학 활동을 하는 민족주의자들과 접촉한다. 1852년 남편을 찾아 우흐리로 가는 길에 슬로바키아를 보게 된다. 다음 해에 우흐리까지 남은 여정을 마친다. 1853년 요세프 네메츠는 일자리에서 쫓겨난다 처음에는 월급이 절반을 주어지고 나중에는 완전히 중단된다.
요세프 네메츠는 일자리를 잃어버렸고 보제나 넴초바는 프라하의 아는 이들에게 도움을 청했지만 큰 도움이 되지는 않았다. 이 시기부터 넴초바의 편지는 경제적으로 얼머나 어려웠는지를 분명히 보여주고 있다. 바로 이 시기에 Babička (할머니)를 썼다.
모라비아의 신문 출판업을 하는 프란티셰크 카첼(František Kácel)을 알게 되고 그는 넴초바의 작품을 카롤리나 스베틀라(Karolína Světlá)와 소피에 포들립스카(Sofie Podlipská)와 함께 출판한다.
1853년 아들 히넥(Hynek)이 죽은 후 남편과 멀어지기 시작한다. 요세프 네메츠는 이혼을 제안하기에 이르지만 거두어 들인다. 넴초바는 멀어졌다가 나중에 다시 가까워진다.
이 시기에 넴초바는 마요프치(Májovci)와 어울린다. 하지만 보제나 넴초바는 연금되고 카렐 하블리체크 보로프스키(Karel Havlíček Borovský)의 장례식(1855년)에만 참여할 수 있을 뿐이었다.
넴초바는 비셰흐라트(Vyšehrad)에 묻혔고 사후에 유명해지기 시작한다.
흥미로운 것중 하나는 어떤 전기 작가들은 1816년에 출생했다고 하고 몇몇은 1817년에 출생했다고 한다는 것이다. 이상한 것은 그의 어머니는 겨우 15살 밖에 되지 않았었고 편지와 작품을 통해서도 사실을 알 수 없다. 가설 중 하나는 카테르지나 자한스카(Kateřina Zaháňská) 공작 부인 또는 자매인 도로테이(Dorethei)의 혼외 딸이라는 것이다. 이 가설은 그녀가 가난한 가족으로서는 도저히 감당할 수 없는 교육을 받았다는 사실에 기반하고 있다.

## 작품

### 시
첫 작품들은 시였고 그 중 일부는 독일어로 쓰여졌다:
- Slavné ráno
- Ženám českým
- Moje vlast

### 단편소설
- Dlouhá noc
- Obrázek vesnický
- Chudí lidé
- Pan učitel
- Divá Bára
- Karla
- Baruška
- Rozárka
- Sestry
- Čtyry doby
- Pomněnka šlechetné duše
- Dobrý člověk

### 장편 소설
- Podhorská vesnice
- V zámku a podzámčí
- Babička (1855)

### 설화와 전설
수많은 설화와 전설을 수집하여 책으로 엮었다:
- Chyže pod horami
- O dvanácti měsíčkách
- Národní báchorky a pověsti
- Slovenské pohádky a pověsti

- Selská politika
- Hospodyně na slovíčko
- Dopisy z lázní Františkových
- Listy přítele přítelkyni
- Silný Ctibor
- Devět křížů

### 기행문
- Z Uher
- Vzpomínky z cesty po Uhrách
- Obrazy ze života slovenského
- Kraje a lesy na Slovensku

### 도마줄리체(Domažlice)에서
- Obrazy z okolí Domažlického
- Selská svatba v okolí Domažlic
- O prostonárodním léčení na Domažlicku